# Battaglia di Beaune-la-Rolande
La battaglia di Beaune-la-Rolande del 28 novembre 1870 fu una battaglia della guerra franco-prussiana vinta dal Regno di Prussia.
Per alleviare la pressione sui parigini cinti d'assedio dal 19 settembre, il generale francese Jean-Constant Crouzat lanciò un attacco con il suo XX corpo d'armata contro tre brigate del X corpo d'armata prussiano (il cui compito era appunto quello di vigilare su possibili contrattacchi francesi) stanziate vicino a Beaune-la-Rolande. I francesi impiegarono circa 60 000 uomini, prevalentemente della Garde nationale mobile, e 140 cannoni a cui i loro nemici contrapposero 9 000 uomini e 70 cannoni. Nonostante la netta superiorità numerica, l'attacco francese fu fermato ed infine respinto dai rinforzi prussiani.
Lo scontrò dimostrò la debolezza di un esercito formato da coscritti regolari, raffazzonato e privo di una rigorosa organizzazione. Nella battaglia perse la vita il pittore francese Jean-Frédéric Bazille e rimase ferito l'ingegnere tedesco Alexander Siemens, premiato inoltre con la Croce di Ferro per il coraggio dimostrato in azione.

## Premesse
L'esercito prussiano riuscì dopo la vittoriosa battaglia di Sedan a raggiungere Parigi e ad iniziare le operazioni di assedio. Il generale Louis d'Aurelle de Paladines ordinò quindi al XX corpo d'armata di Crouzat di muovere contro il X corpo d'armata prussiano comandato da Federico Carlo di Prussia per alleggerire la pressione sulla capitale, all'interno di una strategia, mantenuta per tutto il corso dell'ultima fase della guerra, tesa a forzare le truppe prussiane d'assedio con attacchi contestuali alle sortite. Le tre brigate prussiane che si trovavano a Beaune-la-Rolande erano agli ordini di Konstantin Bernhard von Voigts-Rhetz, che disponeva di rinforzi più vicini a circa 16 km dalle sue posizioni, a Pithiviers, guidati da Constantin von Alvensleben.
Crouzat poteva fare ricorso, oltre all'effetto sorpresa, anche ad un armamento ritenuto superiore, in quanto le truppe erano equipaggiate col fucile Chassepot e disponevano di 140 cannoni contro i 9 000 soldati e 70 bocche da fuoco prussiane.

## I tre attacchi francesi
Due brigate francesi, circa 6 000 uomini, attaccarono Beaune-la-Rolande, protetta solamente da un fragile muro difensivo, verso le 11:30 del 28 novembre. I prussiani, sotto pesante fuoco di artiglieria francese, ritirarono tutti i loro soldati barricandosi nel villaggio dove si prepararono a respingere gli assalti nemici, il migliore dei quali fu condotto dal 3º reggimento zuavi che pagò il fatto di sfondare le barricate a prezzo di 700 caduti, tra morti e feriti (tra cui anche Jean-Frédéric Bazille, caduto mentre stava guidando la sua unità al posto dell'ufficiale ferito).
Un secondo attacco fu iniziato alle 13:30 con i prussiani sempre più a corto di munizioni. I difensori furono quindi costretti a trattenere il fuoco e ad ingaggiare feroci combattimenti corpo a corpo riuscendo infine a respingere ancora una volta i francesi. Una piccola parte della fanteria prussiana, compresa tutta l'artiglieria, che si era precedentemente ritirata nella vicina Romainville, si unì ai rinforzi inviati da von Alvensleben per attaccare il lato orientale di Beaune-la-Rolande, riuscendo a sedare l'iniziativa francese.
Determinato a non cedere, Crouzat ordinò un ultimo attacco nel cuore della notte. I francesi entrarono dalla strada principale del villaggio riuscendo per poco a sloggiare del tutto i prussiani dalle case, ma dovettero infine ripiegare sotto al concentratissimo fuoco prussiano. Molti soldati francesi inoltre, demoralizzati, si rifiutarono di eseguire gli ordini dei loro ufficiali o spararono tutti i colpi del proprio fucile a caso per poi fuggire.

## Conseguenze
Le perdite francesi ammontarono a 8 000 tra morti e feriti oltre a 100 prigionieri. I prussiani persero invece solo 817 soldati e 37 ufficiali.
Gli assediati a Parigi programmarono una sortita dalla città in concomitanza con l'attacco a Beau-la-Rolande, ma lo procrastinarono al 30 novembre, giorno in cui finalmente riuscirono a partire, favorite dal vento, alcune mongolfiere che portarono a Louis d'Aurelle de Paladines le intenzioni degli assediati. L'esercito della "Loira" quindi si impegnò fin dall'inizio nell'aggirare Beaune-la-Rolande per raggiungere Parigi.

## Analisi
La notizia che 60 000 francesi furono fermati da 9 000 prussiani ha scioccato gli analisti militari che hanno cercato di capire le cause dell'esito finale della battaglia. Spesso si fa riferimento al basso morale dei francesi, per la maggior parte provenienti dalla Garde nationale mobile e con all'attivo altre sconfitte, oltre al fatto che i tedeschi stavano assediando la loro capitale. In aggiunta, il generale Louis d'Aurelle de Paladines, noto per la sua durezza verso le truppe, vietò loro nei 20 giorni antecedenti la battaglia di acquartierarsi nei villaggi costringendoli a bivaccare all'aperto.
La battaglia di Beaune-la-Rolande è riportata come uno degli esempi di cosa può portare una leva di massa richiamante troppi uomini. È da tenere comunque presente che il grosso dell'esercito francese andò perso nella battaglia di Sedan e nell'assedio di Metz.